# Langona redii
Langona redii är en spindelart som först beskrevs av Jean Victor Audouin 1826.  Langona redii ingår i släktet Langona och familjen hoppspindlar. Inga underarter finns listade i Catalogue of Life.